# Maria Skolgata

Maria Skolgata är en gata på västra Södermalm i Stockholm. Maria Skolgata sträcker sig mellan Rosenlundsgatan och Ringvägen och fick sitt nuvarande namn 1964.
Tidigare var Maria Skolgata en del av Maria Prästgårdsgata (äldre namn Prästgårdsgata), som numera är Maria Skolgatas fortsättning österut. Maria Skolgata har sitt namn efter Mariaskolan (före detta Maria folkskola) som ligger vid gatans norra sida närmast Ringvägen och invigdes 1893 och byggdes efter ritningar av arkitekt Ernst Haegglund. Längre österut finns bostadsbebyggelse som uppfördes mellan 1902 och 1909 med bland annat hus ritade av arkitektfirman Dorph & Höög.
Hela Maria Skolgatas södra sida upptas av kvarteret Tobaksmonopolet som mellan 1917 och 1939 bebyggdes med fabriks- och kontorslokaler för Tobaksbolaget. För utformningen stod bland andra arkitekterna  Ivar Tengbom och Eskil Sundahl. Idag är större delen av kvarteret kulturminnesskyddat.

## Galleri

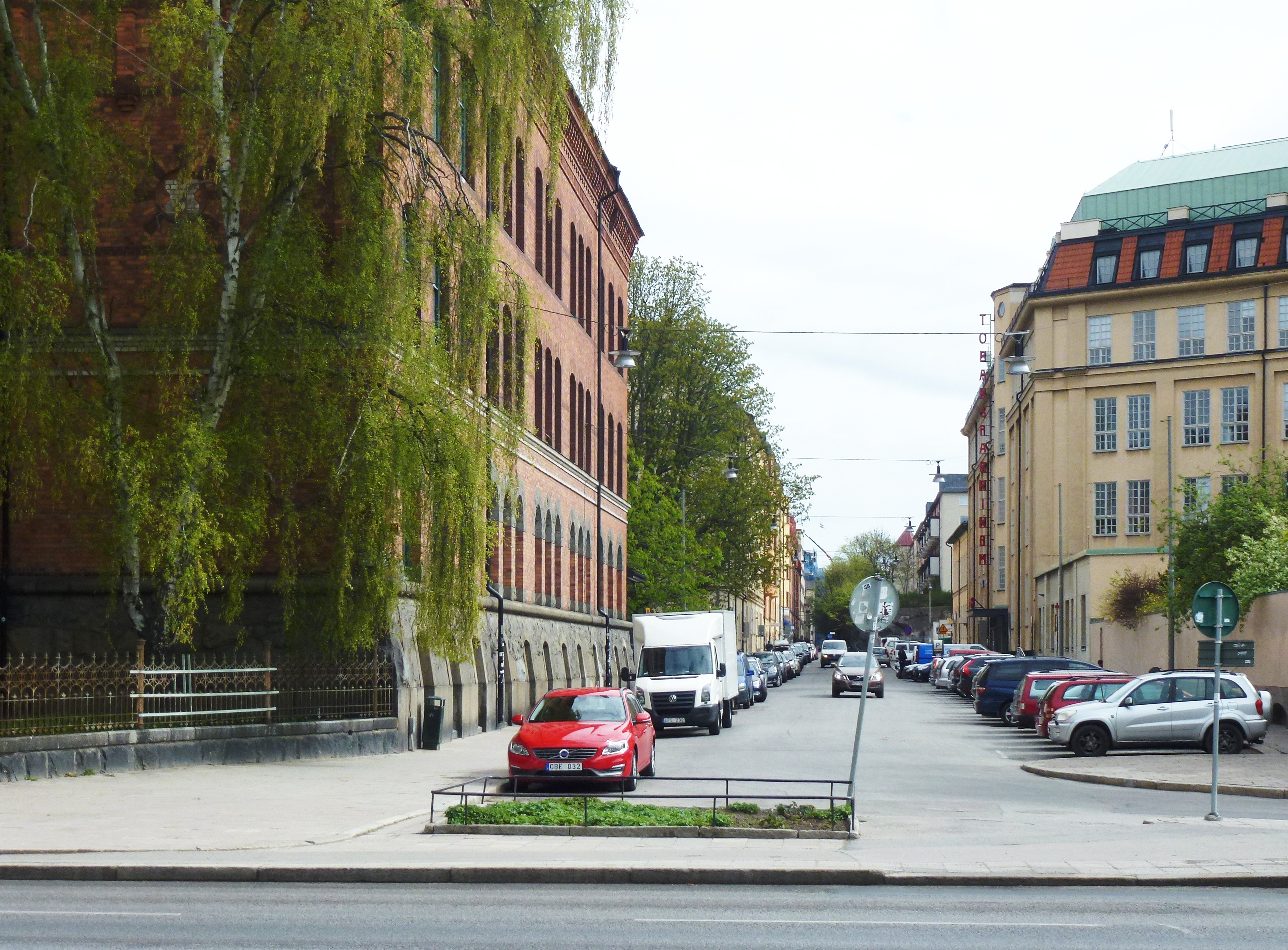
Maria Skolgata österut med Mariaskolan till vänster.
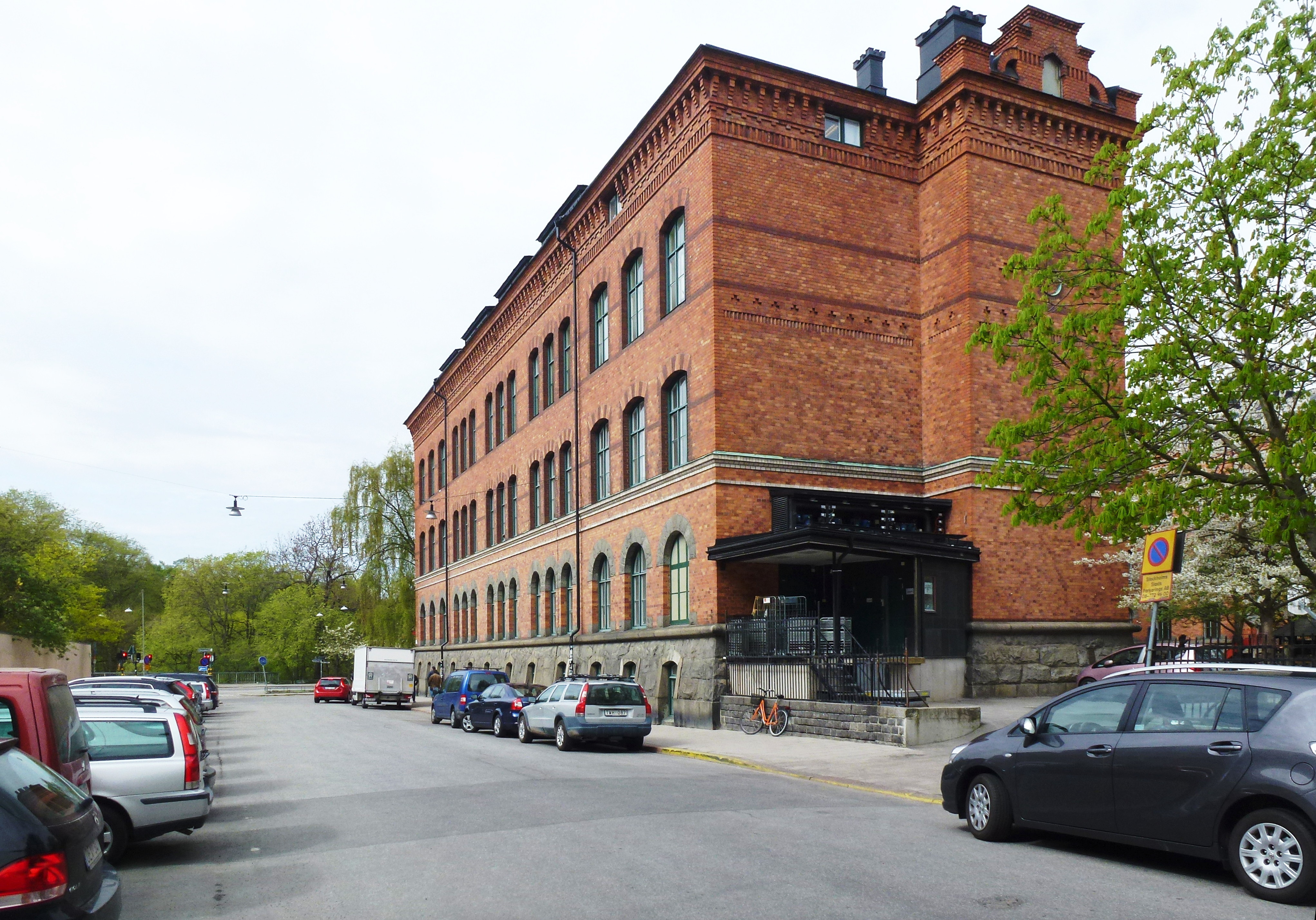
Maria Skolgata västerut med Mariaskolan till höger och Ringvägen i fonden..
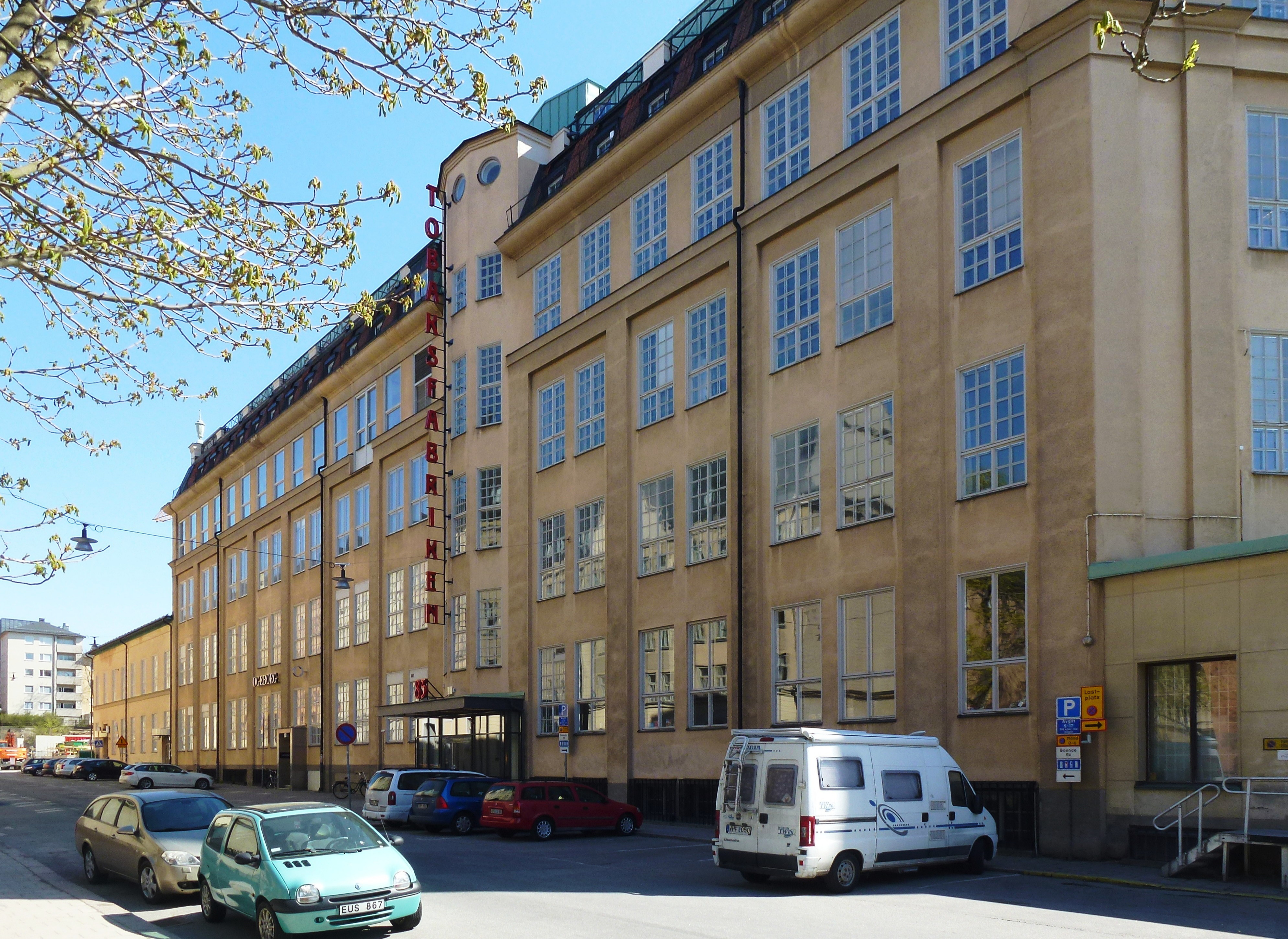
Maria Skolgata österut med Tobaksmonopolets byggnad.